# Де Финетти, Бруно
Бру́но де Фине́тти (итал. Bruno de Finetti; 13 июня 1906, Инсбрук — 20 июля 1985, Рим) — итальянский математик, специалист по теории вероятностей и математической статистике. Известен «субъективно-операционалистской» концепцией вероятности. Автор парадокса де Финетти.

## Парадокс де Финетти
Парадокс де Финетти: если капитал страховой компании ограничен, то вероятность её разорения за бесконечное время равна единице.

## Работы
- Генетические диаграммы де Финетти